# Альбертина Симоне
Альберти́на Симоне́ (фр. Albertine Simonet) — героиня цикла романов Марселя Пруста «В поисках утраченного времени» (далее — «Поиски»). Впервые появляясь в книге «Под сенью девушек в цвету», играет ключевую роль в частях «Пленница» и «Беглянка».

## Альбертина Симоне в «Поисках»

Постер фильма «В поисках утраченного времени» (в роли Альбертины — Каролин Тиллетт)

Альбертина — вторая по частоте упоминаний, после Рассказчика, героиня «Поисков» — юная велосипедистка «из стайки» девушек в курортном Бальбеке, ставшая его любовницей, предметом всепоглощающей ревности, пленницей, беглянкой. Многократно описанная внешне, она оставлена автором — среди всех ключевых персонажей — с наименее проницаемым характером. Рассказчик как-то замечает: «я не знал женщин, в большей степени, чем она, наделённых счастливой способностью вдохновенной лжи, окрашенной в цвет самой жизни».
Сирота, привезённая из Австрии («её дядя был там советником посольства»), воспитанница своей тёти, жены крупного чиновника, г-жи Бонтан, Альбертина на год младше Жильберты Сван, с которой некоторое время она училась в одной школе. 14—15-летняя Жильберта, сообщая о ней Рассказчику, называет её «знаменитой», добавляя: «Потом она наверно будет очень fast, а пока что она смешная». Почти пять лет спустя, в разговоре с Альбертиной Рассказчик, подозревающий её в любовных связях с женщинами, упомянул и о Жильберте: «„Она не пыталась завязать с вами отношения? Она мне про вас говорила“. — „Да, как будто; в ненастную погоду родители посылали за ней на курсы экипаж, и как-то раз она довезла меня до дому и поцеловала, — подумав, сказала Альбертина и засмеялась, точно это было забавное признание… Но у нас с ней ничего не было… Она отвозила меня домой раза четыре не то пять, может быть, немного чаще, только и всего“».
Во время первого пребывания Рассказчика в Бальбеке чувство к Альбертине стало лишь эпизодом в череде его влюблённостей в девушек «из стайки» и привело к скорому разочарованию в её образе: «По мере того как я сближался с этой девушкой и узнавал её, познание её осуществлялось посредством исключения: то, что было сотворено моей фантазией и влечением, заменялось понятием гораздо меньшей ценности, впрочем, пополнявшимся в действительности чем-то вроде того, что выплачивают акционерные общества после внесения паевого взноса и что они называют процентами». Второе её появление, год спустя, в его парижской квартире, воспринимается Рассказчиком почти равнодушно: «Я не могу сказать с уверенностью, чего мне тогда хотелось: Бальбека или Альбертину, — быть может, желание обладать Альбертиной являлось ленивой, вялой и неполной формой обладания Бальбеком… Конечно, я совсем не любил Альбертину, порождение тумана, она могла утолить лишь вымышленное желание, возникавшее во мне при перемене погоды».
Вторично поехав следующей весной в Бальбек и погрузившись там в горестные воспоминания об умершей бабушке, Рассказчик время от времени вновь встречается с Альбертиной. И в какой-то момент усталости от страданий и вызванных этой усталостью «перебоев чувств» он отмечает: «Мною ещё не успел овладеть новый порыв плотского влечения, и, однако, Альбертина опять начала будить во мне как бы влечение к счастью». Она становится постоянной спутницей Рассказчика в его прогулках и поездках в окрестностях Бальбека, и всё же ко времени возвращения в Париж он «только и ждал повода для окончательного разрыва». Но именно в этот момент произойдёт резкий поворот в их отношениях: случайно открывшаяся «возможная связь Альбертины с дочерью Вентейля обернётся для Марселя неотступной болезненной ревностью». Ревность привязывает Марселя к Альбертине, превращает его в «Шерлока Холмса», который «в ловле мимолетных жестов и обрывочных историй, которые он видит и слышит», углубляется в расследование тайной, порочной жизни Альбертины. Среди других подозреваемых и выявляемых им любовников Альбертины оказываются их общая подруга Андре, сестра его приятеля Эстер Леви, актриса Леа, гольфистка Эмили Дальтье и другие.
Пятая книга «Поисков» посвящена добровольному «пленению» Альбертины в доме Рассказчика и его ревнивым расследованиям. «Не испытывая никаких чувств к Альбертине, не вызывая в воображении многих наслаждений, какие мы доставляли друг другу, когда оставались одни, я старался убить время… В Альбертине мне уже нечего было открывать. С каждым днём она, на мой взгляд, дурнела. Только когда она возбуждала желание в других и я силился понять её, снова начинал страдать, стремился быть победителем, она возвышалась в моих глазах. Она не утратила способности причинять мне боль, она не радовала меня никогда. Только на страдании зиждилась моя докучная привязанность. Как только я переставал страдать, переставал испытывать потребность в успокоении, низводя мою сосредоточенность на степень низкого увлечения, я ощущал пропасть между мной и ею, между нею и мной». Пленение Альбертины завершается её отъездом-бегством. Уехав к тёте в Турень, она вскоре погибает в результате несчастного случая (Андре считала её смерть самоубийством). Окончательное исчезновение Альбертины из жизни воплощается в нескором, но неуклонном её забвении в чувствах и мыслях Марселя.

## Прототипы

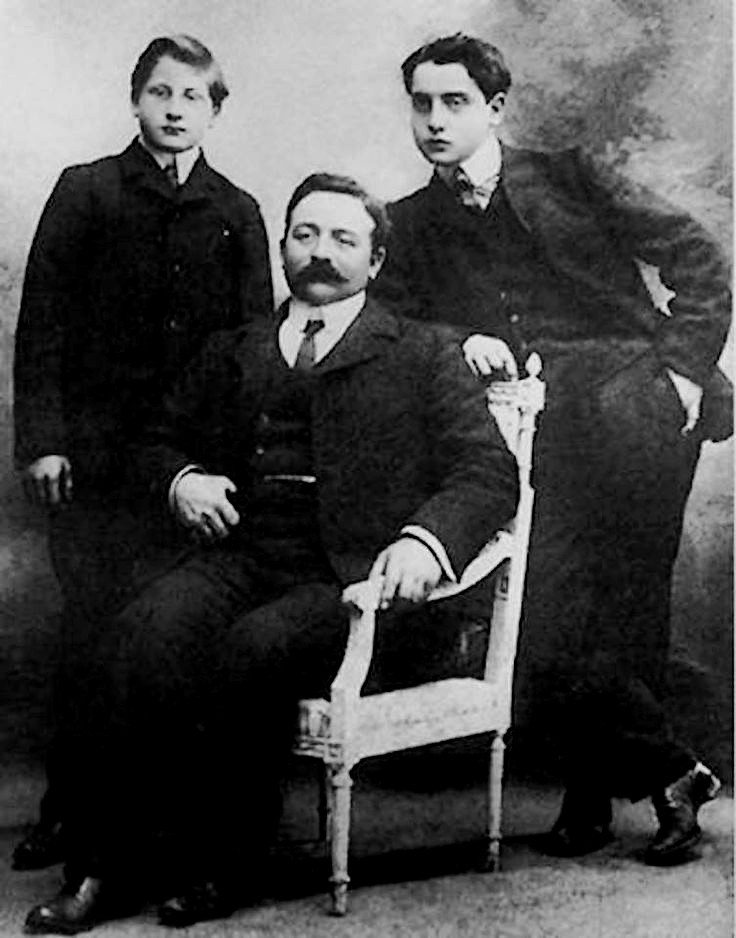
А. Агостинелли (справа), с отцом и братом, ок. 1905

- Альфред Агостинелли (1888—1914), шофёр таксомотора, нанятый Прустом в 1907 году для поездок из Кабура по Нормандии; позднее стал секретарём и близким другом писателя[21]. В 1914 году внезапно его покинул и вскоре погиб в авиационной катастрофе. «Из этого бегства и гибели, пережитых Прустом очень эмоционально, и родились основные мотивы „Беглянки“, повлияв и на соседний том — на „Пленницу“»[22].
- Альберт Намьяс (1886—1979), секретарь Пруста в 1911 г. (их знакомство произошло в 1909 г.), состоял в обширной переписке с писателем[23].
- «в облике Альбертины совместились черты Мэри Нордлингер, молодой англичанки, занимавшейся немного живописью и обожавшей кататься на велосипеде, а также актрисы Луизы де Морнан, возлюбленной одного из друзей писателя. С той и другой Пруст много встречался в первые годы века; Мэри помогала ему в его занятиях Рёскиным, Луиза внушила писателю довольно сильное чувство. По крайней мере так она полагала, когда вспоминала в 1928 году: „Между нами возникло нечто вроде любовной дружбы, где не было ничего ни от банального флирта, ни от открытой связи; со стороны Пруста это было очень сильное увлечение, в котором проглядывали, конечно, нескрываемые желания, с моей же стороны это была склонность более чем товарищеская, глубоко затронувшая тогда моё сердце“ (Цит. по кн.: Painter G.—D. Marcel Proust: Les années de maturité, Paris, 1966, p. 23.)»[24]

## В экранизациях
- Кьяра Мастрояни — «Обретённое время» Рауля Руиса (1999);
- Каролин Тиллетт — «В поисках утраченного времени» Нины Компанеец (2011).